# Про злую мачеху
«Про злую мачеху» — советский мультфильм 1966 года. Снят режиссёрами Валентиной и Зинаидой Брумберг. Музыкальный парафраз на тему сказок о мачехе и падчерице. Авторами назван душераздирающей комедией.

## Сюжет
Ведущий в костюме Петрушки показывает «душераздирающую комедию», комментируя доклад «засушенного» деятеля педагогических наук Макарея Иустиновича Неустанного «Мачеха и падчерица в прошлом и настоящем» — о сравнении сказочной дореволюционной и советской современной мачех.
Сидор Сидорович и Фёкла Фёдоровна, жившие в Москве по соседству вдова и вдовец, создают семью, а их дочери Тома и Фира становятся сводными сёстрами. Как и подобает злой мачехе, Фёкла начинает думать, как бы ей извести свою падчерицу Тому. Для начала она обращается за советом к Бабе-Яге, живущей в их городе, но получает такие страшные рекомендации, что не решается ими воспользоваться, боясь попасть под уголовную статью.
В размышлениях Фёкла приходит в парк, где наблюдает за тем, как родители балуют своих детей, потакая их капризам, и те в итоге начинают доминировать над ними. Фёкле моментально приходит идея действовать строго наоборот: собственную дочь Фиру она заставляет учиться, убирать квартиру и заниматься спортом, а Тому бережёт, холит и лелеет, не позволяя ей ничего делать самостоятельно. Проходят годы: Фира вырастает стройной, спортивной, умной и трудолюбивой оптимисткой, а Тома, развращённая мачехой, — откормленной, располневшей и капризной сумасбродкой, всегда чем-то недовольной.
Зимой, в декабре, сильно захворал Сидор Сидорович, и доктора для выздоровления прописали ему свежую клубнику. Наперекор матери Фира поехала на лыжах в зимний лес искать ягоду. Оказав помощь волку с больным зубом, она повстречала старика-профессора с его юным помощником. Они предложили ей убрать гору снега, и в результате девушка нашла теплицу с полиплоидной клубникой. Получив в подарок лукошко ягод, Фира и профессорский ассистент с помощью волка вернулись в город. Сидор Сидорович покушал папа клубнику и выздоровел.
На радостях сыграли свадьбу Фиры и юноши. От злости Тома тоже пошла в лес по ягоды, но её чуть не съели там волки.

## Над фильмом работали
- Сценарий: Лазаря Лагина
- Режиссёры: Валентина и Зинаида Брумберг
- Художники-постановщики: Лана Азарх, Валентин Лалаянц
- Композитор: Александр Варламов
- Оператор: Борис Котов
- Звукооператор: Георгий Мартынюк
- Монтажёр: Нина Майорова
- Редактор: Зинаида Павлова
- Художники-мультипликаторы: Игорь Подгорский, Владимир Арбеков, Галина Баринова, Елена Вершинина, Марина Восканьянц, Виолетта Колесникова, Борис Бутаков, Елизавета Комова, Татьяна Померанцева, Татьяна Таранович, Сергей Маракасов, Аркадий Шер
- Ассистенты: Татьяна Фёдорова, Светлана Кощеева
- Роли озвучивали:

Анатолий Папанов — ведущий Петрушка,
Мария Миронова — Фёкла Фёдоровна,
Александр Менакер — Сидор Сидорович,
Надежда Румянцева — Фира,
Мария Виноградова — Тома,
Елена Понсова — Баба-Яга,
Рина Зелёная — первая бабушка / капризная девочка,
Кира Смирнова — вторая бабушка,
Евгений Весник — профессор (в титрах не указан)
- Директор картины — Г. Кругликов